# Ryssjön (Svärdsjö socken, Dalarna)
Ryssjön är en sjö i Falu kommun i Dalarna och ingår i Dalälvens huvudavrinningsområde. Sjön är 18 meter djup, har en yta på 0,539 kvadratkilometer och befinner sig 371,2 meter över havet. Sjön avvattnas av vattendraget Isalaån (Ryssjöån). Vid provfiske har bland annat abborre, gädda, mört och sik fångats i sjön.

## Delavrinningsområde
Ryssjön ingår i det delavrinningsområde (674866-151424) som SMHI kallar för Förgrening. Medelhöjden är 394 meter över havet och ytan är 6,45 kvadratkilometer. Det finns inga avrinningsområden uppströms utan avrinningsområdet är högsta punkten. Isalaån (Ryssjöån) som avvattnar avrinningsområdet har biflödesordning 3, vilket innebär att vattnet flödar genom totalt 3 vattendrag innan det når havet efter 268 kilometer. Avrinningsområdet består mestadels av skog (77 procent). Avrinningsområdet har 0,6 kvadratkilometer vattenytor vilket ger det en sjöprocent på 9,3 procent.

## Fisk
Vid provfiske har följande fisk fångats i sjön:
- Abborre
- Gädda
- Mört
- Sik
- Siklöja